# Écurie
Écurie ist eine französische Gemeinde mit 374 Einwohnern (Stand: 1. Januar 2022) im Département Pas-de-Calais in der Region Hauts-de-France. Sie gehört zum Arrondissement Arras und zum Kanton Arras-1.

## Geographie
Die Gemeinde Écurie liegt im Südosten des Artois, etwa vier Kilometer nördlich des Stadtzentrums von Arras. Die östliche Gemeindegrenze von Écurie markiert die autobahnartig ausgebaute RN 17. Umgeben wird Écurie von den Nachbargemeinden Neuville-Saint-Vaast im Norden, Roclincourt im Osten sowie Sainte-Catherine im Süden und Westen.

## Bevölkerungsentwicklung
| Jahr                       | 1962 | 1968 | 1975 | 1982 | 1990 | 1999 | 2006 | 2013 | 2022 |
| -------------------------- | ---- | ---- | ---- | ---- | ---- | ---- | ---- | ---- | ---- |
| Einwohner                  | 239  | 235  | 299  | 278  | 268  | 297  | 386  | 391  | 374  |
| Quellen: Cassini und INSEE |      |      |      |      |      |      |      |      |      |

## Sehenswürdigkeiten

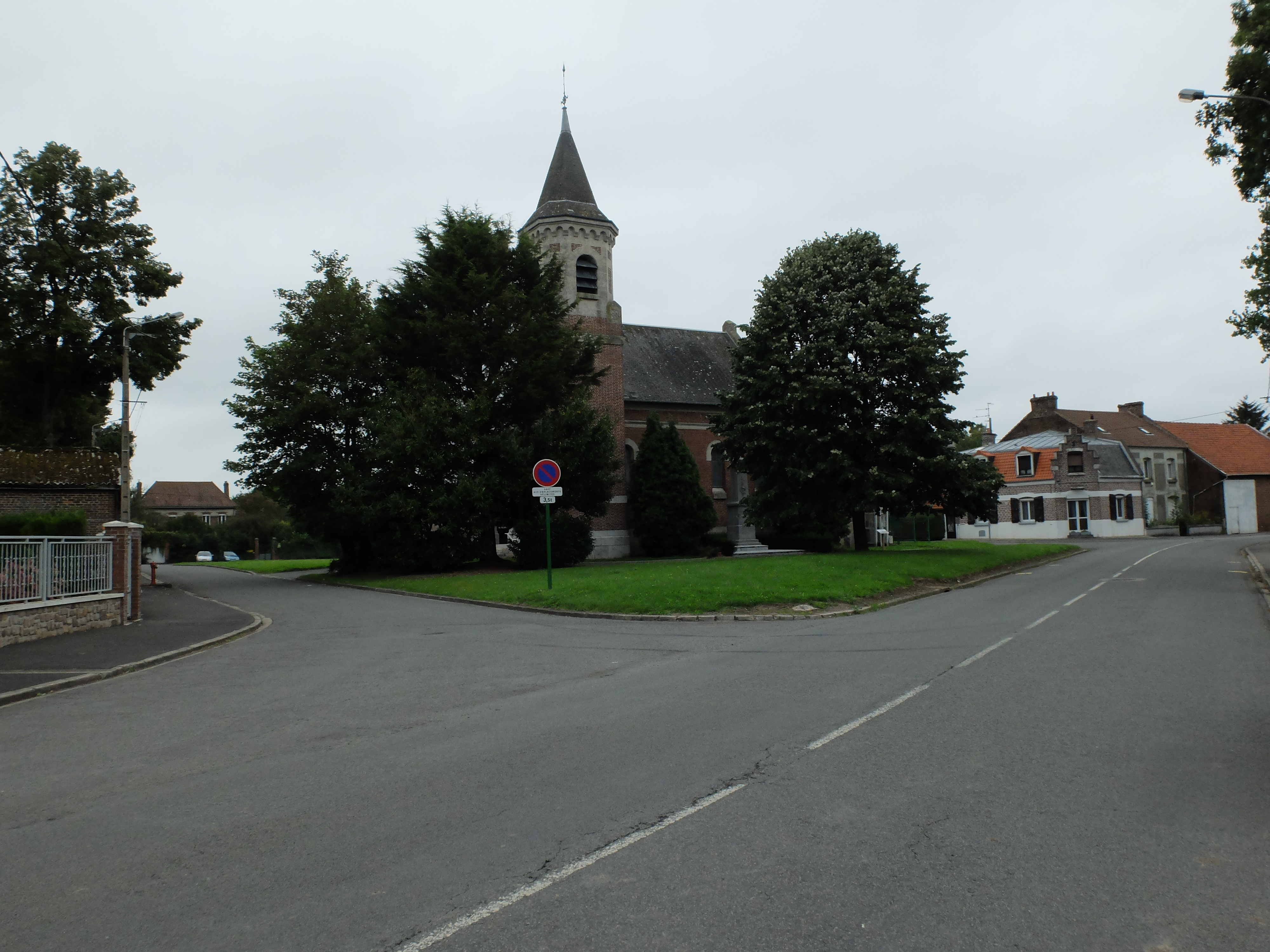
Kirche Saint-Séverin
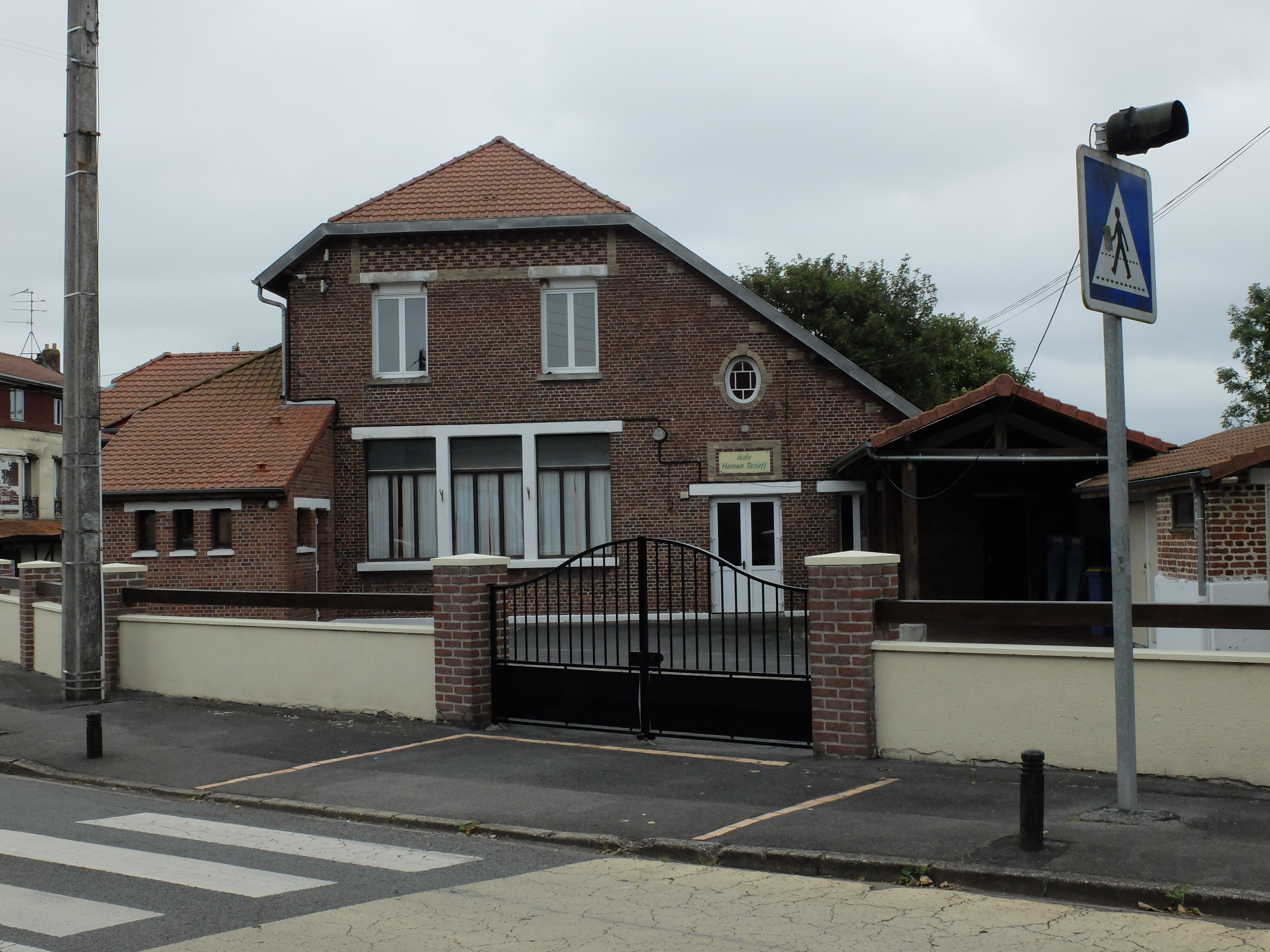
Schule
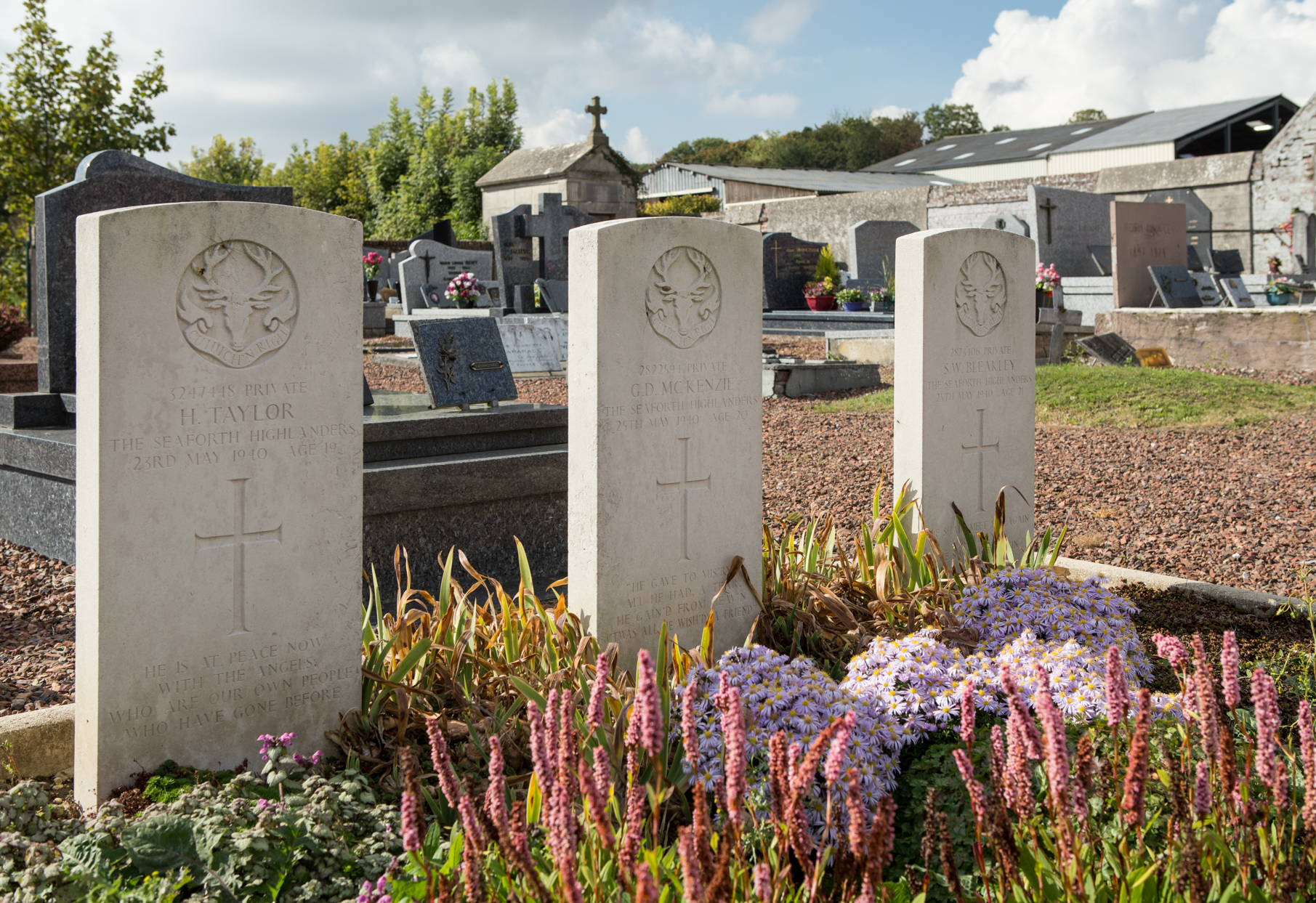
Britische Soldatengräber auf dem Kommunalfriedhof

- Kirche Saint-Séverin
- Schule
- Britische Soldatengräber auf dem Kommunalfriedhof